# Višeslav di Croazia
Višeslav (in latino Wissasclavus; VIII secolo – 802 circa) fu uno dei primi principi della Croazia Bianca (Knjaz).
Governò con il consenso del papa e dell'Impero bizantino. Il suo popolo combatté contro i Franchi durante il suo regno e resistettero loro fino alla morte di Višeslav. Egli partecipò in qualità di comandante all'assedio di Tersatto del 799.
Ordinò la costruzione di un battistero a Nona (in croato Višeslavova krstionica) di cui resta un fonte battesimale, un importante simbolo della prima diffusione del cristianesimo fra i Croati e della loro conversione dalla religione cattolica. Nel battistero vi è un'iscrizione in latino che accenna al sacerdote Giovanni (Ivan) che battezzò i Croati durante "l'era del principe Višeslav" in onore di San Giovanni Battista.
(Epigrafe presso il fonte battesimale del battistero di Nona.)